# 横須賀満夫
横須賀 満夫(よこすか みつお、）は、日本の建築家。水戸で活動。
1962年、日本大学理工学部建築学科を卒業後、日野設計事務所、吉田建築設計事務所、ヤカタ建築設計事務所をへて1969年横須賀満夫建築設計事務所設立。1994年からは茨城大学工学部システム工学科の非常勤講師をつとめる。2002年国土交通大臣表彰、2003年に黄綬褒章を受章。  
1995年、瓜連町立瓜連総合センター建設工事プロポーザルで当選。2000年には水府村立水府庁舎・総合センターと茨城県立鉾田第二高等学校改築工事、2001年には常陸太田市立統合保育園、2003年には桂村立桂中学校、金砂郷町立金砂郷町交流促進センター、茨城県立水戸第一高等学校などプロポーザルコンペで1位当選する。常陸太田市愛保育園で2004年第17回茨城建築文化賞優秀賞、2004年第29回建築士事務所全国大会建築作品表彰奨励賞、水戸市立見和図書館で2006年まちづくりグリーンリボン賞を受賞した。 